# Шельдеруп, Герхард
Герхард Розенкроне Шельдеруп (норв. Gerhard Rosenkrone Schjelderup; 17 ноября 1859, Кристиансанн, амт Листер-ог-Мандалс — 29 июля 1933, Бенедиктбойерн) — норвежский музыковед

, виолончелист и композитор наиболее известный своими операми.

## Биография
Герхард Шельдеруп родился 17 ноября 1859 года в городе Кристиансанне — административном центре фюльке Вест-Агдер; брат учительницы музыки Ханки Петцольд, двоюродный брат композитора Мона Шельдерупа. В 1878 году он отправился в Париж, где изучал игру на виолончели у Огюста Жозефа Франкомма и теорию музыки у Мари Габриэля Огюстена Савара. Он также учился у Жюля Эмиля Фредерика Массне в Парижской консерватории. Ко времени возвращения на родину в 1884 году Шельдеруп уже написал ряд работ.
Когда Шельдеруп познакомился в Париже с творчеством Рихарда Вагнера, он отправился в Германию для дальнейшего ознакомления с его работами. Это, в свою очередь, вдохновило его на написание опер, которые в итоге составили главную часть его творчества, хотя он также написал ряд оркестровых и камерных произведений (рождественская сюита, квартеты и романсы). Он также писал музыку для норвежских изданий и написал биографии Эдварда Грига и Вагнера.

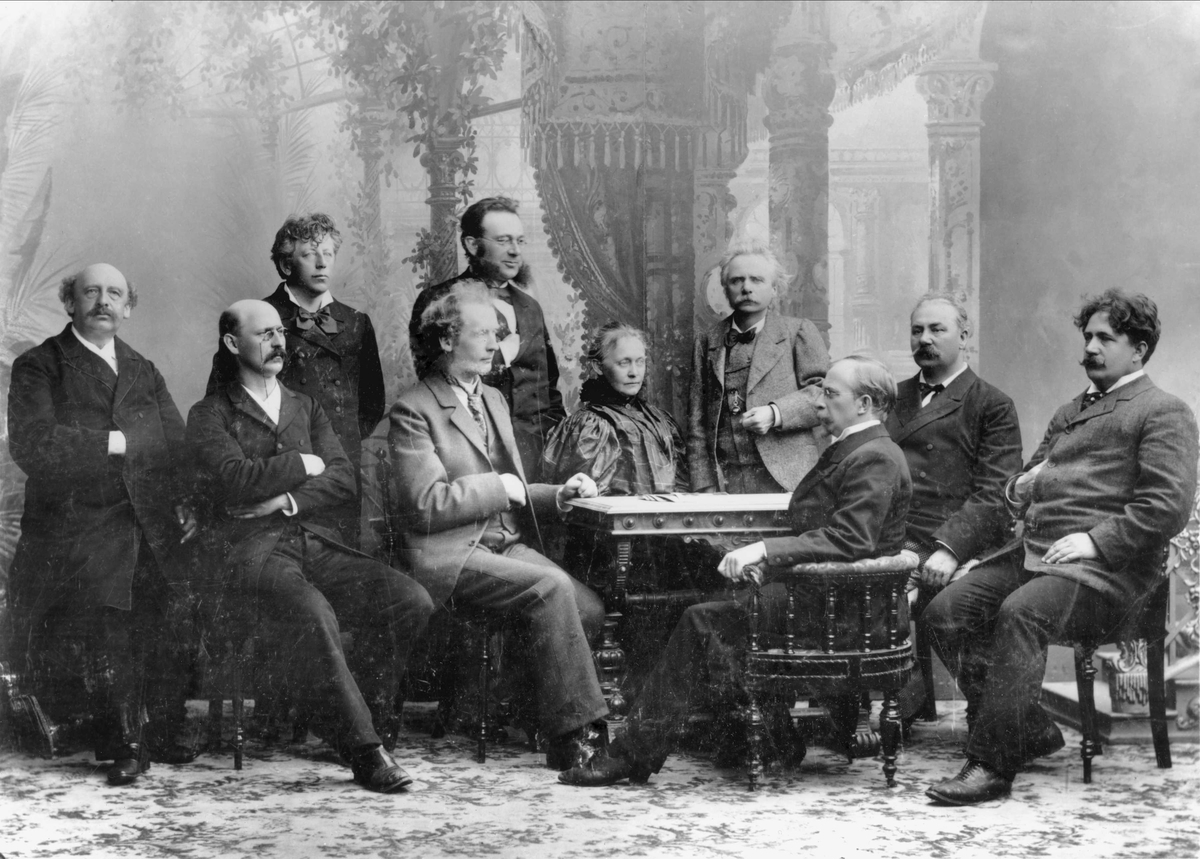
Норвежские композиторы на музыкальном фестивале в Бергене.
Слева направо: Каппелен, Кристиан, Эллинг, Катаринус, Ольсен, Оле, Герхард Шельдеруп, Ивер Холтер, Агата Баккер-Грёндаль, Эдвард Хагеруп Григ, Кристиан Август Синдинг, Юхан Северин Свенсен и Юхан Хальворсен
(фотограф Ниблин, Агнес; 1898)

В 1921 году Г. Шельдеруп вместе с Оле Мёрком Сандвиком (1875—1976) опубликовал книгу «Norsk folkemusik, særlig Østlandsmusikken», которая стала первой изданной историей норвежской музыки.
Шельдеруп был одним из основателей «Норвежского общества композиторов» («Norsk komponistforening») в 1917 году и с этого года на протяжении трёх лет был его председателем. 
Последний отрезок жизни музыкант прожил в Германии, где был профессором музыки в Мюнхене и почетным профессором в Дрездене, но при этом не забывал о родине и с большим энтузиазмом знакомил местную публику с произведениями норвежских композиторов.
Герхард Шельдеруп скончался 29 июля 1933 года в немецком городке Бенедиктбойерн в Баварии на 74-м году жизни.
Согласно «ЭСБЕ», «его главные произведения» следующие: музыкальная драма «Norwegische Hochzeit», музыка к драме «Opferfeuer», музыкальные драмы «Jenseits Sonne und Mond» и «Ein Volk in Not»; драматические сказки «Sampo», «Wunderhorn», пьесы: «Eine Sommernacht auf dem Fjord» и «Sonntagmorgen».